# Molefi Kete Asante

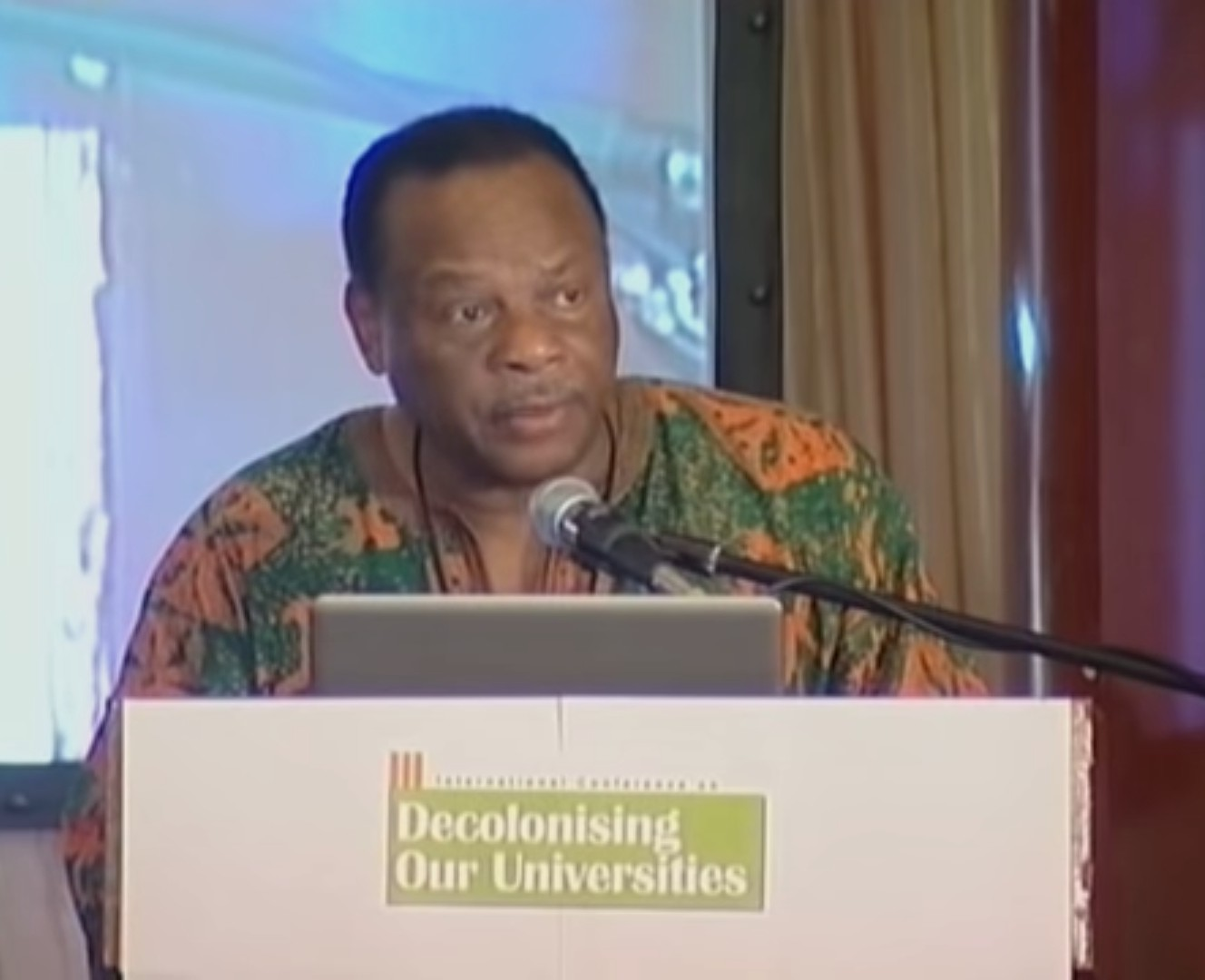
Molefi Asante, 2011

Molefi Kete Asante (geb. Arthur Lee Smith junior; * 14. August 1942 in Valdosta, Georgia) ist ein US-amerikanischer Autor und Afrozentrist. Sein Buch Afrocentricity prägte den Begriff Afrozentrismus. Asante gilt als „Ziehsohn“ von Cheikh Anta Diop.
Im Alter von 30 Jahren wurde er Professor an der State University of New York in Buffalo. An der Temple University in Philadelphia ist er als Professor für African American Studies tätig. Zudem ist er Vater des Autors und Filmemachers M. K. Asante.

## Biografie
Asante wurde 1942 als viertes von insgesamt 16 Kindern geboren. Sein Vater, Arthur Lee Smith, arbeitete in einem Erdnusslager und später für die Georgia Southern Railroad, seine Mutter war Hausfrau. Im Sommer musste Asante in Georgia auf Tabak- und Baumwollfeldern aushelfen, um seine Schulgebühren finanzieren zu können. Sein erstes Buch mit verschiedenen Kurzgeschichten von Charles Dickens bekam er von seiner Tante geschenkt.
Er besuchte das Nashville Christian Institute, wo er die High School 1960 abschloss. Danach besuchte er gleichenorts das Oklahoma Christian College, in dem er 1964 seinen Bachelor erhielt. Ein Jahr später erhielt er den Master of Arts an der Pepperdine University in Los Angeles. Ebenfalls war er in den 1960er-Jahren Präsident des „Student Nonviolent Coordinating Committee Chapter“ an der University of California, Los Angeles, wo er 1968 den Doktorgrad (Ph.D.) erhielt.
Danach wurde Asante während eines Jahrs einer der ersten schwarzen Professoren an der Purdue University, bevor er an die University of California zurückkehrte, um das Center for Afro-American Studies zu leiten. Während dieser Zeit gründete er zusammen mit Robert Singleton das Journal of Black Studies, eine wissenschaftliche Publikation in diesem Bereich. 1972, während einer Reise durch Afrika, kam Smith die Idee eines Namenswechsels, nachdem ein Bibliothekar – der sein Buch zuvor gehabt hatte – dachte, es sei von einem Engländer geschrieben worden. 1973 wurde er als Professor des Department of Communications an der State University of New York berufen und vollzog auch im gleichen Jahr noch offiziell seinen Namenswechsel. 1980 schrieb er mit Afrocentricity: The Theory of Social Change sein bedeutendstes Werk, mit dem er den Begriff des Afrozentrismus definierte und mit weiteren Publikationen in den folgenden Jahrzehnten (unter anderem The Afrocentric Idea 1987, Kemet, Afrocentricity and Knowledge 1990 und An Afrocentric Manifesto 2007) weiter festigte. 1984 wurde er Professor für Afrikanisch-Amerikanische Studien an der Temple University, eine Position, die er noch heute besetzt.
Asante wurde eine Vielzahl von Ehrungen zuteil: 1995 wurde ihm der Name Nana Okru Asante Peasah zusammen mit dem Titel Kyidomhene of the House of Tafo in Akyem Abuakwa in Ghana verliehen. 2002 bekam er den Douglas Ehninger Award for Rhetorical Scholarship. 2004 wurde er von der Afrikanischen Union für eine Keynote an die Conference of Intellectuals of Afrika and the Diaspora in Dakar eingeladen und bei der Einführung als einer der zwölf größten Intellektuellen afrikanischer Abstammung genannt. 2012 wurde ihm der Titel Wanadoo of Gao am Hof von Hassimi Maiga der Songhai verliehen. Im April 2014 wurde er für eine Ansprache vor der UNO-Generalversammlung für Frieden in Afrika eingeladen.

## Werke
- Break of Dawn. Dorrance Company, Philadelphia 1964
- Rhetoric of Black Revolution. Allyn & Bacon, Boston 1969 (zusammen mit Andrea Rich)
- Toward Transracial Communication. UCLA Center of Afro-American Studies, Los Angeles 1970
- How to Talk to People of Other Races. Transcultural Education Foundation, Los Angeles 1971 (zusammen mit Anne Allen und Deluvina Hernandez)
- The Voice of Plack Rhetoric. Allyn & Bacon, Boston 1971
- Language, Communication, and Rhetoric in Black America. Harper & Row, New York 1972
- Transracial Communication. Prentice Hall, Englewood Cliffs 1973
- African and Afro-American Communication Continuities. SUNY Center of International Affairs, Buffalo 1975
- Intercultural Communication: Theory Into Practice. Speech Communication Association, Alexandria VA 1976 (zusammen mit Eileen Newmark)
- Contemporary Public Communication. Harper & Row, New York 1976 (zusammen mit J. Frye)
- The Social Uses of Mass Communication. SUNY Communication Research Center, Buffalo 1977 (zusammen mit Mary Cassata)
- Epic in Search of African Kings. Amulefi Publishing Company, Buffalo 1978
- Mass Communication: Principles and Practices. Macmillan, New York 1979 (zusammen mit Mary Cassata)
- Handbook of Intercultural Communication. Sage Publications, Beverly Hills 1979 (zusammen mit E. Newmark und C. Blake)
- Contemporary Black Thought. Sage Publications, Thousand Oaks 1980.
- Afrocentricity: The Theory of Social Change. Amulefi Publishing Company 1980
- Media Training Needs in Zimbabwe. Mass Media Trust and Friedrich Naumann Foundation, Harare 1982
- African Myths: New Frames of Reference. ZIMCO, Harare 1982
- Research in Mass Communication: A Guide to Practice. ZIMCO, Harare 1982
- International Press Seminar Proceedings. Ranche House, Harare 1982
- African Culture: The Rythms of Unity. Greenwood Press, Westport 1985
- The Afrocentric Idea. Temple University Press, Philadelphia 1987
- Afrocentricity: The Theory of Social Change. Africa World Press, Trenton 1988
- Handbook of International and Intercultural Communication. Sage Publications, Thousand Oaks 1989
- Umfundalai: Afrocentric Rites of Passage. National Afrocentric Institute, Philadelphia 1989
- Kemet, Afrocentricity, and Knowledge. Africa World Press, Trenton 1990
- Historical and Cultural Atlas of African Americans. MacMillan, New York 1991
- The Book of African Names. Africa World Press, Trenton 1991
- Thunder and Silence: The Mass Media in Africa. Africa World Press, Trenton 1991
- Classical Africa. Peoples Publishing Group, Maywood NJ 1994
- Malcolm X as Cultural Hero and Other Afrocentric Essays. Africa World Press, Trenton 1995
- African American History: A Journey of Liberation. Peoples Publishing Group, Maywood NJ 1995
- In Their Faces: Situating Alternatives to Afrocentricity. Temple Institute for Advanced Afrocentric Research, Philadelphia 1994 (nicht publiziert)
- African Intellectual Heritage. Temple University Press, Philadelphia 1996 (zusammen mit Abu Abarry)
- Classical African Activity Book. Peoples Publishing Group, New Jersey 1996 (zusammen mit Judylynn Mitchell)
- Teacher’s Guide for African American History. Peoples Publishing Group, New Jersey 1997 (zusammen mit Chermaine Harris-Stewart und Augusta Mann)
- Activity Book for African American History. Peoples Publishing Group, New Jersey 1997 (zusammen mit Augusta Mann)
- African American Names. Peoples Publishing Group, New Jersey 1997 (zusammen mit Renee Muntaqim)
- Love Dances. Sungai Press, Trenton 1998
- African American Atlas: Black History and Culture. Macmillan, New York 1998
- The Scream of Blood: Desettlerism in Southern Africa. Sungai Books, Princeton 1998
- The Painful Demise of Eurocentrism. Africa World Press, Trenton 1999
- The Egyptian Philosophers. African American Images, Chicago 2000
- Social Conflict Between African Americans and Korean Americans. University Press of America, Alexandria VA 2000 (zusammen mit Molefi Asante)
- Discovery Essays for Teachers. Ankh Publishiers, Philadelphia 2001 (zusammen mit Molefi Asante)
- Transcultural Realities. Sage Publications, Thousands Oaks 2001 (zusammen mit Molefi Asante und Peter Nwosu)
- Egypt, Greece and the American Academy. African American Images, Chicago 2002 (zusammen mit Ama Mazama)
- Scattered to the Wind. Sungai Books, Princeton 2002
- 100 Greatest African Americans. Prometheus Books, Amherst NY 2002
- Customs and Culture of Modern Egypt. Greenwood Press, Westport CT 2002
- Erasing Racism: The Survival of the American Nation. Prometheus Books, Amherst NY 2003
- Encyclopedia of Black Studies. Sage Publications, Thousand Oaks 2004 (zusammen mit Ama Mazama)
- Handbook of Black Studies. Sage Publications, Thousand Oaks 2005 (zusammen mit Maulana Karenga)
- Rhetoric, Race and Identity: The Architecton of Soul. Promotheus Books, Amherst NY 2005
- Cheikh Anta Diop: An Intellectual Portrait. University of Sankore Press, Los Angeles 2006
- Spear Masters: An Introduction to African Religion. Rowman and Littlefield, Lanham MD 2007 (zusammen mit Emeka Nwadiora)
- The History of Africa: The Quest for Eternal Harmony. Routledge, Oxford und New York 2007
- The Afrocentric Manifesto: Toward an African Renaissance. Polity Press, Oxford 2007
- The Global Intercultural Communication Reader. Routledge, New York 2008 (zusammen mit Yoshitaka Miike und Jing Yin)
- Encyclopedia of African Religion. Sage Publications, Thousand Oaks 2009
- Maulana Karenga: An Intellectual Portrait. Polity Press, London 2009
- Speaking My Mother’s Tongue: Introduction to African American Language. Themba Hill Press, Fort Worth 2010
- Afrocentric Infusion for Urban Teachers. ANKH, Philadelphia 2010 (zusammen mit Ama Mazama)
- Rooming in the Master's House. Paradigm Publishers, Boulder CO 2010 (zusammen mit Ron Hall)
- Barack Obama: Political Frontiers and racial agency. CQ Press College, Washington 2011 (zusammen mit Ama Mazama)
- As I Run toward Africa: A Memoir. Paradigm Publishers, Boulder CO 2011
- The African American People: A Global History. Routledge, New York 2012
- Herodotus on Egypt. Black Classic Press, Baltimore 2012
- Afrocentricity: Imagination and Action. Multiversity & Citizens International, Penang 2013
- Facing South to Africa: Toward an Afrocentric Critical Orientation. Lexington Books, 2014
- African Pyramids of Knowledge: Kemet, Afrocentricity and Africology Universal Write, 2015
- The Dramatic Genius of Charles Fuller: An African American Playwright Universal Write, 2015
- Contemporary Critical Thought in Africology and Africana Studies Lexington Books, 2016